# Pietro Fiordelisi
Pietro Fiordelisi – włoski kierowca i konstruktor wyścigowy.

## Życiorys
Pochodził z bogatej rodziny z Salerno. W latach 1952–1964 ścigał się samochodami sportowymi CAMEN, Cisitalia, FIAT, Stanguellini, Alfa Romeo i O.S.C.A., zajmując między innymi czwarte miejsce w Grand Prix Napoli w swojej klasie w 1958 roku. Uczestniczył także w Targa Florio w 1955 roku.
Konstruował także samochody wyścigowe. W 1957 roku wystawił samochód w specyfikacji Formuły 1 na Grand Prix Napoli. Był to pojazd napędzany doładowanym silnikiem Alfa Romeo R4. Fiordelisi nie ukończył jednak wyścigu. W 1959 roku wystawiał samochody dla Formuły Junior.
Jego brat Raffaele także był kierowcą wyścigowym.